# Робертс, Теодор
Теодор Робертс (англ. Theodore Roberts; 8 октября 1861, Сан-Франциско, Калифорния — 14 декабря 1928, Голливуд, Калифорния) — американский актёр театра и кино. Он был театральным актёром на протяжении десятилетий, прежде чем начать сниматься в немых фильмах в ролях стариков. На сцене в 1890-х годах он выступил с Фанни Давенпорт в её пьесе «Gismonda» (1894), а затем в пьесе «Райские птицы» (1912) с актрисой Лоретт Тейлор. Он начал свою карьеру в кино в 1910-х годах в Голливуде, и часто снимался в фильмах Сесила Блаунта Демилля. Похоронен на кладбище Hollywood Forever.

## Избранная фильмография
| Год  |   | Русское название       | Оригинальное название     | Роль                              |
| ---- | - | ---------------------- | ------------------------- | --------------------------------- |
| 1914 | ф | Зов Севера             | The Call of the North     | Гален Альберт                     |
| 1915 | ф | Вероломство            | Temptation                |                                   |
| 1916 | ф | Женщина Жанна          | Joan the Woman            | Кошон                             |
| 1917 | ф | Маленькая принцесса    | The Little Princess       | Кассим                            |
| 1919 | ф | Не меняйте вашего мужа | Don’t Change Your Husband | епископ, преподобный Томас Торнби |
| 1919 | ф | И в радости, и в горе  | For Better, for Worse     | руководитель больницы             |
| 1920 | ф | Мыльная пена           | Suds                      |                                   |
| 1923 | ф | Десять заповедей       | The Ten Commandments      | Моисей                            |